# Przewoźnik lotniczy

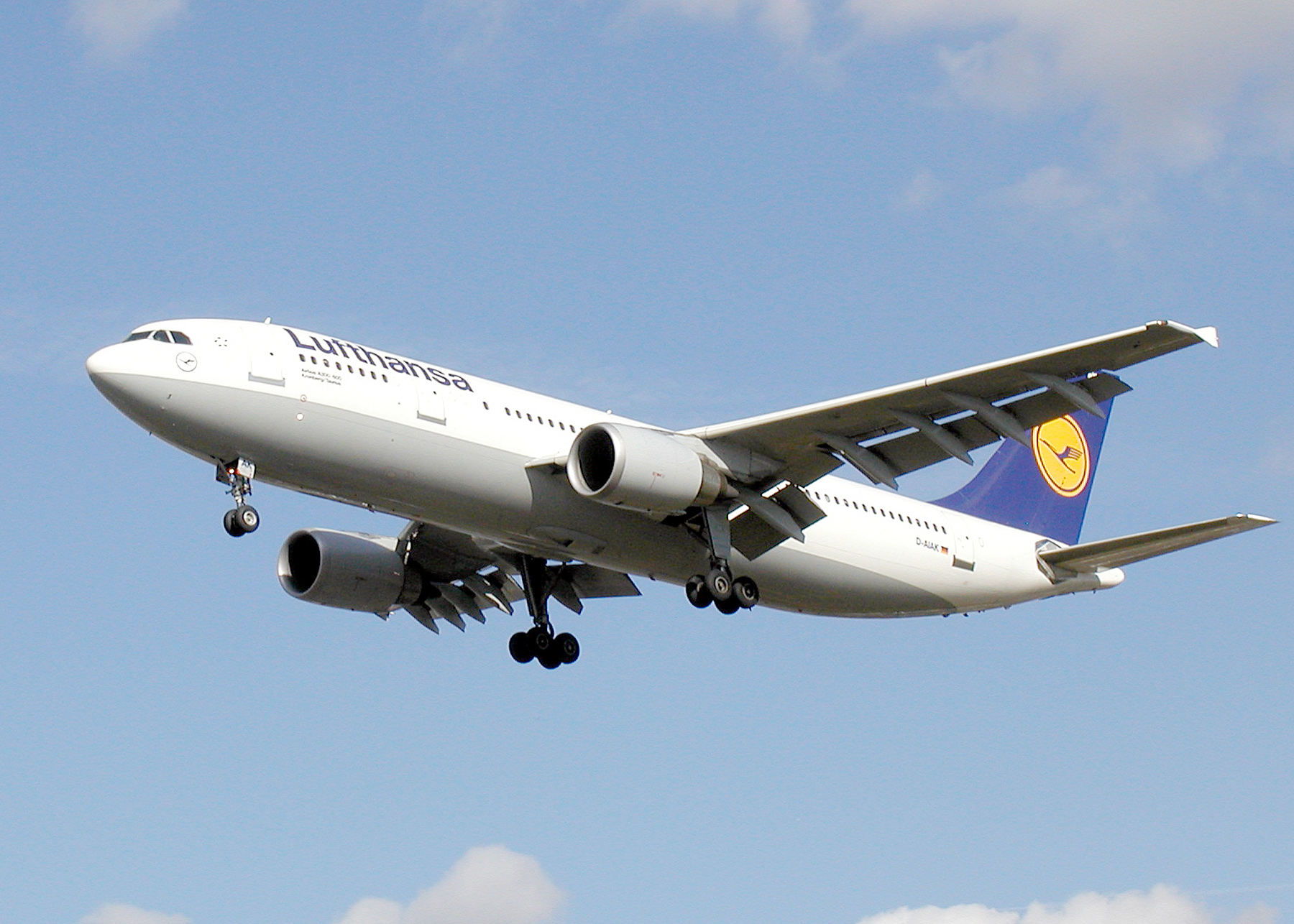
Airbus A300B4-600 Lufthansy

Przewoźnik lotniczy – podmiot uprawniony do wykonywania przewozów lotniczych na podstawie koncesji – w przypadku polskiego przewoźnika lotniczego, lub na podstawie odpowiedniego aktu właściwego organu obcego państwa – w przypadku obcego przewoźnika lotniczego.

## Podział przewoźników
I. Ze względu na przewoźników obsługujących dany lot wyróżnia się:
- przewoźnika umownego – przewoźnik lotniczy wskazany w umowie przewozu jako przewoźnik mający wykonać dany lot;
- przewoźnika faktycznego – przewoźnik lotniczy wykonujący lub zamierzający wykonać lot na podstawie upoważnienia udzielonego mu przez przewoźnika umownego.

II. Ze względu na przedmiot przewozu wyróżnia się:
- przewoźnika liniowego – wykonującego regularny przewóz pasażerów, bagażu, towarów i poczty, a u którego miejsca w statkach powietrznych przeznaczone do przewozu pasażerów, bagażu, towarów lub poczty są publicznie oferowane do nabycia, a przewóz jest wykonywany między tymi samymi punktami według opublikowanego rozkładu lotów albo w stałych odstępach czasu lub z częstotliwością wskazującą na regularność lotów;

- przewoźnika czarterowego – wykonującego nieregularny przewóz lotniczy polegający na tym, iż na podstawie umowy czarteru lotniczego, w której przewoźnik lotniczy oddaje do dyspozycji czarterującego określoną liczbę miejsc lub pojemność statku powietrznego w celu wykonania określonego przewozu pasażerów, bagażu, towarów lub poczty, wskazanych przez czarterującego.

III. Ze względu na typ biznesowy wyróżnia się:
- tradycyjnych przewoźników lotniczych, które co do zasady są członkami IATA;
- dyskontowych przewoźników lotniczych, które często są zrzeszone w ELFAA.